# Słownik historii Szwajcarii
Słownik historii Szwajcarii (niem. Historisches Lexikon der Schweiz, fr. Dictionnaire Historique de la Suisse, wł. Dizionario Storico della Svizzera) – encyklopedia poświęcona historii Szwajcarii, której celem jest przedstawienie wyników współczesnych badań historycznych w sposób dostępny dla szerszej publiczności, wydawana równolegle w trzech językach. W wersji drukowanej wydawana jest od 2002 roku.
Encyklopedia jest publikowana przez fundację pod patronatem Szwajcarskiej Akademii Nauk Humanistycznych i Społecznych (Schweizerische Akademie der Geistes- und Sozialwissenschaften – SAGW) i Szwajcarskiego Towarzystwa Historycznego (Schweizerische Gesellschaft für Geschichte – SGG) i jest finansowana z krajowych grantów badawczych.

## Opis

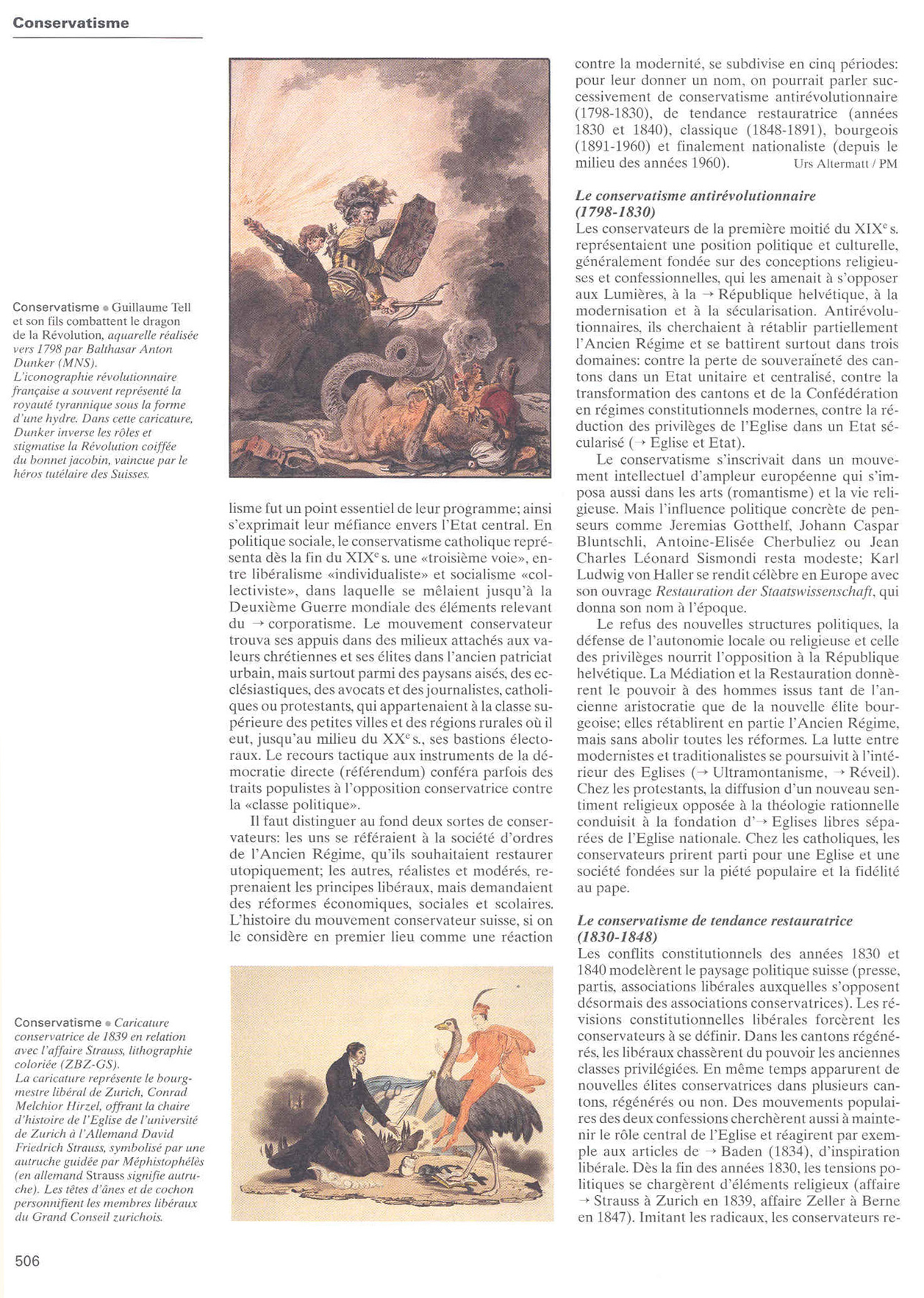
Strona Słownika historii Szwajcarii

Słownik historii Szwajcarii to encyklopedia poświęcona historii Szwajcarii, opracowana zgodnie ze standardami historiografii naukowej. Zawiera naukowo zidentyfikowane informacje zarówno dla użytkowników specjalistycznych, jak i dla ogółu społeczeństwa, dzięki atrakcyjnej i przystępnej formie. Encyklopedia jest edytowana jednocześnie w trzech językach narodowych Szwajcarii: niemieckim (Historisches Lexikon der Schweiz, HLS, w kolorze czerwonym), francuskim (Dictionnaire Historique de la Suisse, DHS, w kolorze niebieskim) i włoskim (Dizionario Storico della Svizzera, DSS, w żółtym). Pierwszy z 13 tomów opublikowano w 2002 roku, ostatni tom w 2014 roku. Treści, prezentowane w trzech językach, odzwierciedlają różnorodność kulturową Szwajcarii i różne realia historyczne jej poszczególnych części i regionów kulturowych. Szczególną uwagę zwraca się na wielojęzyczną terminologię historyczną.
Poprzednikiem Słownika historycznego Szwajcarii był Historyczno-biograficzny leksykon Szwajcarii (Historisch-Biographisches Lexikon der Schweiz – HBLS), który w latach 1921–1934 opublikowało wydawnictwo Victor Attinger. Po kilku nieudanych inicjatywach trzyosobowa grupa robocza SAGW w latach 1985–1987 opracowała koncepcję nowego słownika historycznego Szwajcarii. Liderem projektu był Marco Jorio. Od 1998 roku dostępna jest wersja internetowa w sieci World Wide Web. Wersja online, e-HLS / e-DHS / e-DSS, zawiera pełną listę słów kluczowych, a także artykuły zatwierdzone przez redaktorów, ale bez ilustracji. Od 2004 roku dostępny jest również e-LIR w języku retoromańskim.
Ponad 36 000 artykułów pogrupowanych jest w cztery główne kategorie:
- biografie
- artykuły o rodzinach i genealogii
- artykuły o miejscach (gminy, kantony, inne państwa narodowe, twierdze, opactwa, stanowiska archeologiczne)
- artykuły tematyczne (wydarzenia historyczne i terminy, instytucje, wydarzenia).

## Redakcja
Redaktorem słownika do 2016 roku była Fundacja Historycznego Słownika Szwajcarii (HLS), założona przez Szwajcarską Akademię Nauk Humanistycznych i Społecznych (SAGW) oraz Szwajcarskie Towarzystwo Historii w 1987 roku. Obecnie redakcją zajmuje się firma Unternehmen der SAGW. Finansowanie zapewnia Konfederacja Szwajcarska zgodnie z artykułem 11 ustęp 6 ustawy federalnej w sprawie wspierania badań i innowacji.
Pierwszym redaktorem naczelnym od 1988 roku do końca 2014 był historyk Marco Jorio. Obecny redaktor naczelny Christian Sonderegger został wybrany w 2017 roku. Redakcja ma siedzibę w Bernie, z oddziałami w Bellinzonie i Chur. Oprócz 35-osobowego personelu w biurach centralnych, współpracownicy obejmują ok. 100 doradców naukowych, 75 tłumaczy i ok. 2500 autorów haseł. Komitet redakcyjny, który oprócz dyrektora i szefów redaktorów i działów językowych, obejmuje również szefów działu multimediów, publikacji i usług cyfrowych, działa jako organ koordynujący i strategiczny.

## Wersja drukowana

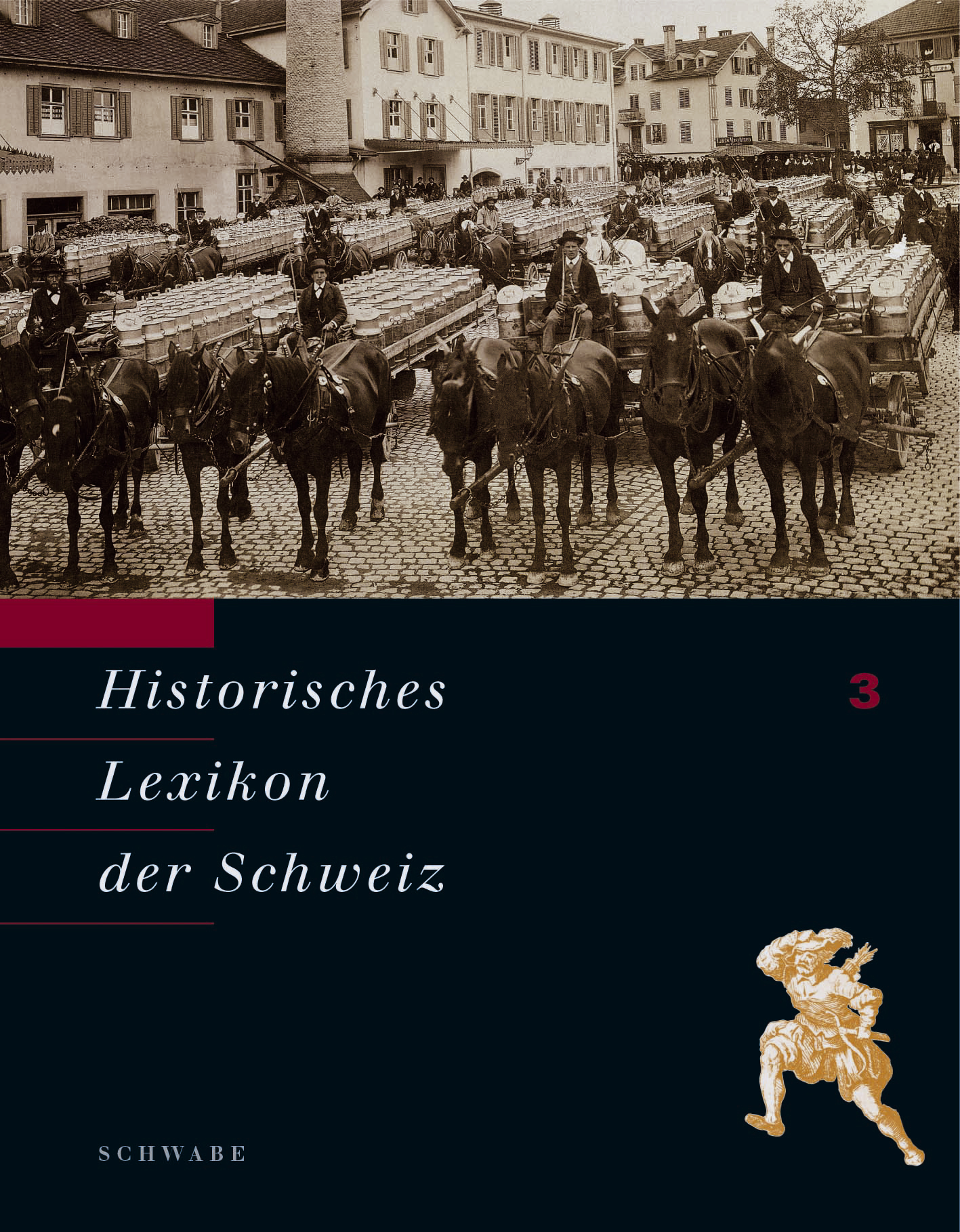
Słownik historii Szwajcarii, t. 3, wersja niemiecka

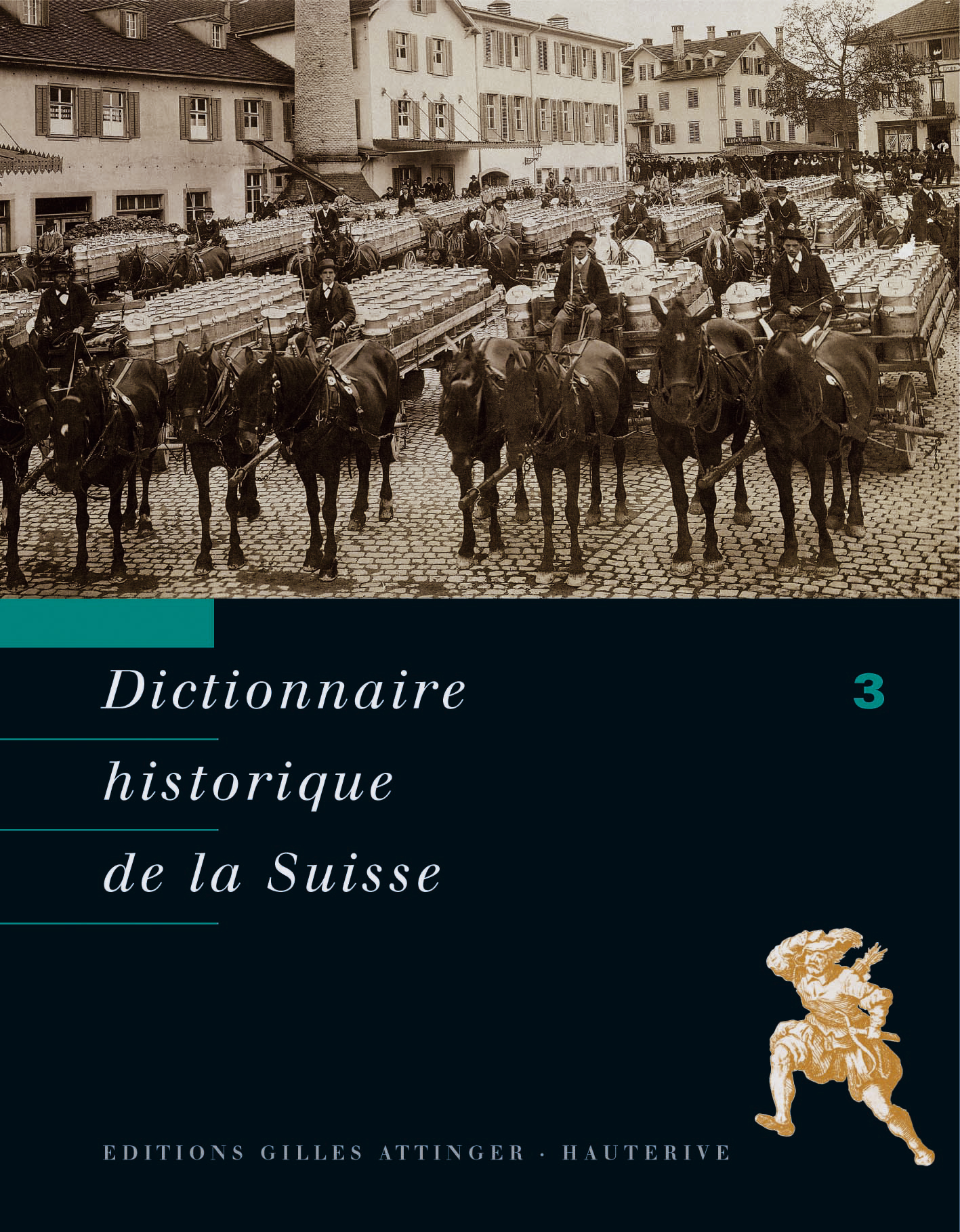
Słownik historii Szwajcarii, t. 3, wersja francuska

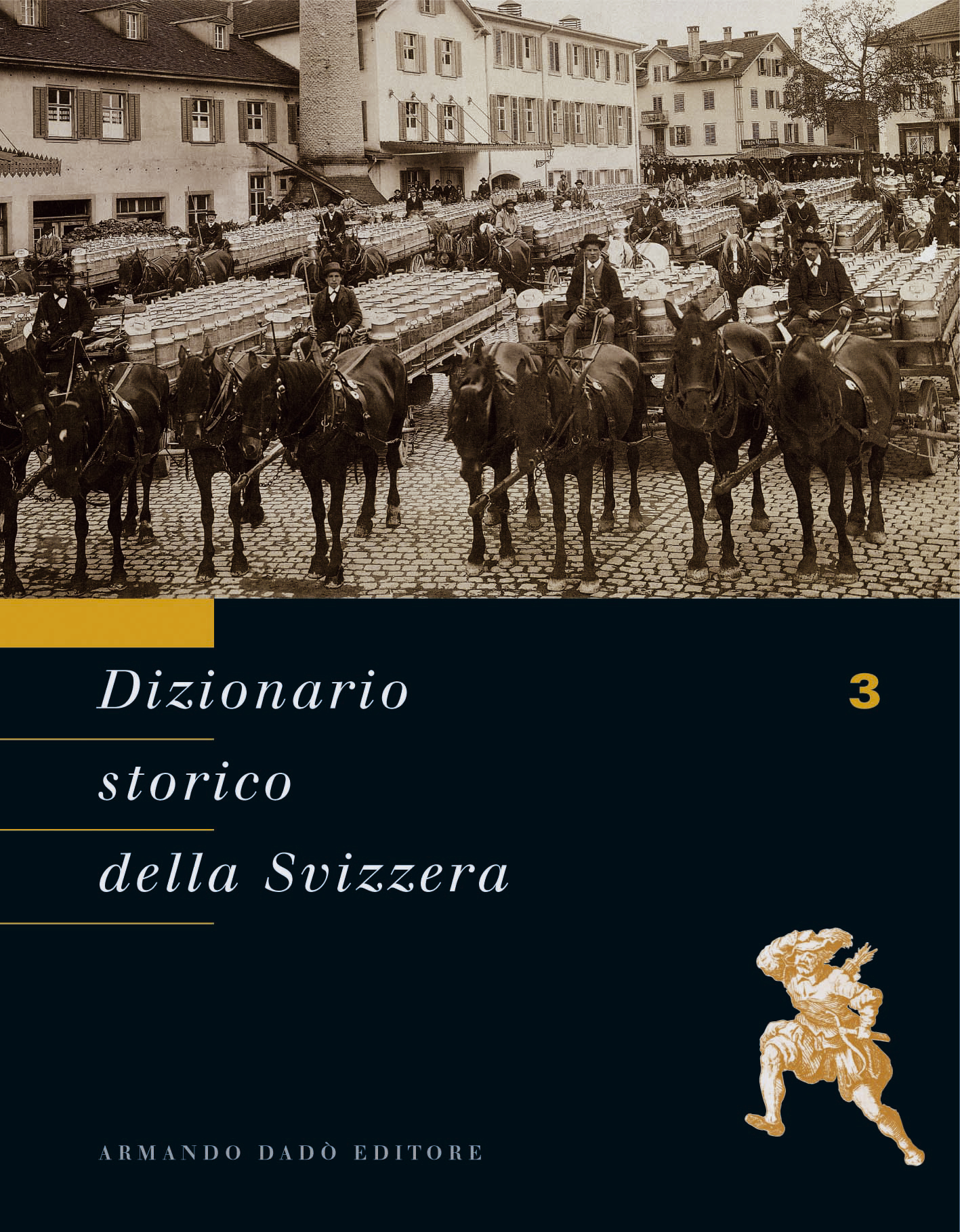
Słownik historii Szwajcarii, t. 3, wersja włoska

Historisches Lexikon der Schweiz (HLS) – wersja w języku niemieckim
- Aa – Basel (Fürstbistum), Bd. 1, Schwabe, Basel 2002, ISBN 978-3-7965-1901-7.
- Basel (Kanton) – Bümpliz, Bd. 2, Schwabe, Basel 2003, ISBN 978-3-7965-1902-4.
- Bund – Ducros, Bd. 3, Schwabe, Basel 2004, ISBN 978-3-7965-1903-1.
- Dudan – Frowin, Bd. 4, Schwabe, Basel 2005, ISBN 978-3-7965-1904-8.
- Fruchtbarkeit – Gyssling, Bd. 5, Schwabe, Basel 2006, ISBN 978-3-7965-1905-5.
- Haab – Juon, Bd. 6, Schwabe, Basel 2007, ISBN 978-3-7965-1906-2.
- Jura – Lobsigen, Bd. 7, Schwabe, Basel 2008, ISBN 978-3-7965-1907-9.
- Locarnini – Muoth, Bd. 8, Schwabe, Basel 2009, ISBN 978-3-7965-1908-6.
- Mur – Privilegien, Bd. 9, Schwabe, Basel 2010, ISBN 978-3-7965-1909-3.
- Pro – Schafroth, Bd. 10, Schwabe, Basel 2011, ISBN 978-3-7965-1910-9.
- Schaichet – StGB, Bd. 11, Schwabe, Basel 2012, ISBN 978-3-7965-1911-6.
- Stich – Vinzenz Ferrer, Bd. 12, Schwabe, Basel 2013, ISBN 978-3-7965-1912-3.
- Viol – Zyro, Bd. 13, Schwabe, Basel 2014, ISBN 978-3-7965-1913-0.

Dictionnaire historique de la Suisse (DHS) – wersja w języku francuskim
- Aa – Ban de l’Empire, vol. 1, Éditions Gilles Attinger, Hauterive 2002, ISBN 2-88256-134-2.
- Bandelier – Camuzzi, vol. 2, Éditions Gilles Attinger, Hauterive 2003, ISBN 2-88256-143-1.
- Canada – Derville-Maléchard, vol. 3, Éditions Gilles Attinger, Hauterive 2004, ISBN 2-88256-153-9.
- Desaix – Fintan, vol. 4, Éditions Gilles Attinger, Hauterive 2005, ISBN 2-88256-157-1.
- Firl – Frize, vol. 5, Éditions Gilles Attinger, Hauterive 2006, ISBN 2-88256-167-9.
- Grob – Istighofen, vol.6, Éditions Gilles Attinger, Hauterive 2007, ISBN 2-88256-180-6.
- Italianité – Lozza, vol. 7, Éditions Gilles Attinger, Hauterive 2008, ISBN 978-2-88256-197-8.
- Lü – Muoth, vol. 8, Éditions Gilles Attinger, Hauterive 2009, ISBN 978-2-940418-06-0.
- Mur – Polytechnicum, vol. 9, Éditions Gilles Attinger, Hauterive 2010, ISBN 978-2-940418-18-3.
- Poma – Saitzew, vol. 10, Éditions Gilles Attinger, Hauterive 2011, ISBN 978-2-940418-31-2.
- Sal – Stadtmann, vol. 11, Éditions Gilles Attinger, Hauterive 2012, ISBN 978-2-940418-38-1.
- Staechelin – Valier, vol. 12, Éditions Gilles Attinger, Hauterive 2013, ISBN 978-2-940418-39-8.
- Valkenier – Zyro, vol. 13, Éditions Gilles Attinger, Hauterive 2014, ISBN 978-2-940418-40-4.

Dizionario storico della Svizzera (DSS) – wersja w języku włoskim
- Aa – Basilea, Fadrique de, vol. 1, Armando Dadò, Locarno 2002, ISBN 88-8281-099-2.
- Basilea (cantone) – Calvino, vol. 2, Armando Dadò, Locarno 2003, ISBN 88-8281-125-5.
- Cama – Delz, vol. 3, Armando Dadò, Locarno 2004, ISBN 88-8281-150-6.
- De Man – Flury, vol. 4, Armando Dadò, Locarno 2005, ISBN 88-8281-168-9.
- Fodiga – Greyerz, vol. 5, Armando Dadò, Locarno 2006, ISBN 88-8281-200-6.
- Gribbio – Istruzione pubblica, vol. 6, Armando Dadò, Locarno 2007, ISBN 978-88-8281-206-5.
- Italia – Lugrin, vol. 7, Armando Dadò, Locarno 2008, ISBN 978-88-8281-230-0.
- Luigi – Napoli, vol. 8, Armando Dadò, Locarno 2009, ISBN 978-88-8281-259-1.
- Narbel – Pottu, vol. 9, Armando Dadò, Locarno 2010, ISBN 978-88-8281-277-5.
- Poulet – Sapün, vol. 10, Armando Dadò, Locarno 2011, ISBN 978-88-8281-302-4.
- Saraceni – Starrkirch-Wil, vol. 11, Armando Dadò, Locarno 2012, ISBN 978-88-8281-336-9.
- Statalismo – Valeyres-sous-Ursins, vol. 12, Armando Dadò, Locarno 2013, ISBN 978-88-8281-357-4.
- Valichi – Zyro, vol. 13, Armando Dadò, Locarno 2014, ISBN 978-88-8281-383-3.